# Фредерік Віту
Фредерік Віту (фр. Frédéric Vitoux) — французький письменник і журналіст. 13 грудня 2001 року був обраний до Французької академії, заступивши там Жаака Лорана (15-е крісло).

## З біографії
Мати — Марґеріт Денуає, батько П'єр Віту був журналістом. 1994 року одержав Велику премію Французької академії за роман, якою був відзначений його роман «Комедія Террачи́ни». 13 грудня 2001 року був обраний до Французької академії. 2010 року одержав літературну премію Едуара Дрюмона за роман «Гранд-отель Нельсон».
Віту відомий як автор романів, біографій, а також як літературний критик і кінокритик.

## Твори
- 1973: Louis-Ferdinand Céline, misère et parole (Gallimard)
- 1973: Cartes postales (Gallimard)
- 1976: Les cercles de l'orage (Grasset)
- 1976: Bébert, le chat de Louis-Ferdinand Céline (Grasset)
- 1978: Yedda jusqu'à la fin (Grasset)
- 1978: Céline (Belfond)
- 1979: Un amour de chat (Balland)
- 1981: Mes îles Saint-Louis (Le Chêne)
- 1982: Gioacchino Rossini (Le Seuil)
- 1983: Fin de saison au Palazzo Pedrotti (Le Seuil)
- 1985: La Nartelle (Le Seuil)
- 1986: Il me semble désormais que Roger est en Italie (Actes-Sud)
- 1987: Riviera (Le Seuil)
- 1988: La vie de Céline (Grasset)
- 1990: Sérénissime (Le Seuil)
- 1990: L'art de vivre à Venise (Flammarion)
- 1992: Charles et Camille (Le Seuil)
- 1993: Paris vu du Louvre (A. Biro)
- 1994: La comédie de Terracina (Le Seuil)
- 1996: Deux femmes (Le Seuil)
- 1998: Esther et le diplomate (Le Seuil)
- 2000: L'ami de mon père (Le Seuil)
- 2001: Le Var pluriel et singulier (Équinoxe)
- 2003: Des dahlias rouge et mauve (Le Seuil)
- 2004: Villa Sémiramis (Le Seuil)
- 2005: Le roman de Figaro (Fayard)
- 2006: Un film avec elle (Fayard)
- 2008 : Clarisse (Fayard)
- 2008 : Dictionnaire amoureux des chats (Plon)
- 2009 : Céline, un homme en colère (Écriture)
- 2010 : Grand Hôtel Nelson (Fayard)
- 2011 : Bernard Frank est un chat (Léo Scheer)
- 2012 : Jours inquiets dans l’île Saint-Louis (Fayard)
- 2013 : Voir Manet (Fayard)
- 2014 : Les Désengagés (Fayard)
- 2016 : Au Rendez-vous des Mariniers (Fayard)
- 2018 : L'Express de Bénarès (Fayard)